# Gwen Kinsey
Gwen Kinsey (12 giugno 1974) è un'ex pentatleta britannica.

## Palmarès
In carriera ha conseguito i seguenti risultati:
- Mondiali:

Pesaro 2000: argento nel pentathlon moderno staffetta a squadre.